# 구와하라 가쓰요시
구와하라 가쓰요시(일본어: 桑原 勝義, 1944년 5월 30일 ~ )는 일본의 전 축구 선수이자 축구 지도자로 동생인 구와하라 다카시도 전직 축구 선수로 현역 시절 제프 유나이티드 지바의 원클럽맨으로 활약했다.

## 국가대표팀 경력
그는 1965년 3월22일 버마과의 경기에서 일본 국가대표팀에 데뷔했다. 그는 국제 A매치 통산 2경기에 출전했다.

## 통계
| 일본 | 일본 | 일본 |
| 연도 | 출전 | 득점 |
| ---- | ---- | ---- |
| 1965 | 2    | 0    |
| 통산 | 2    | 0    |